# 阿拉善右旗巴丹吉林机场
阿拉善右旗巴丹吉林机场为服务于阿拉善盟地区的一个通勤机场。2013年8月29日17时30分，国家民航总局飞行校验中心B-3667号校验飞机顺利降落在阿拉善右旗巴丹吉林通勤机场，对巴丹吉林通勤机场雷达、导航、通信等设备进行飞行校验。

## 航点
| 航空公司 | 目的地     |
| -------- | ---------- |
| 幸福航空 | 阿拉善左旗 |